# Magnatune
Magnatune es un sello discográfico estadounidense que distribuye música por Internet, que puede ser escuchada gratuitamente en el sitio o en un reproductor multimedia compatible a través del streaming.
Utiliza licencias de tipo Creative Commons (CC-BY-NC-SA), de forma que es gratuito licenciar su música para fines no comerciales, y tienen distintos precios para los distintos usos comerciales. Su lema es "We are a record label. But we are not evil." (Somos un sello discográfico. Pero no somos malvados).